# Josef Schulte (Theologe, 1929)
Josef Schulte (* 16. März 1929 in Gescher; † 23. Dezember 2014 in Kiel) war ein deutscher katholischer Theologe.

## Leben
Nach der Promotion zum Doktor der Theologie am 25. November 1964 in Freiburg im Breisgau lehrte er als Professor ab 1973 bis zum Ruhestand 1994 katholische Theologie und Didaktik in Kiel.

## Werke (Auswahl)
- Das Gewissen in seinen sittlichen und religiösen Funktionen nach John Henry Newman. in: Newman-Studien. 7 (1967), S. 127–246, ISSN 0545-8137 (zugleich Dissertation, Freiburg im Breisgau 1964).
- Glaube elementar. Versuche einer Kurzformel des Christlichen (= Thesen und Argumente. Band 1). Fredebeul & Koenen, Essen 1971, OCLC 312447973.